# 2080 Їглава
2080 Їглава (2080 Jihlava) — астероїд головного поясу, відкритий 27 лютого 1976 року.
Тіссеранів параметр щодо Юпітера — 3,679.